# 緒方かな子
緒方 かな子（おがた かなこ、1973年3月4日 - ）は、日本のタレント、元グラビアアイドル。結婚後は広島ローカルタレントとして活動。夫はプロ野球・広島東洋カープ選手・監督の緒方孝市。長女は声優の緒方佑奈。身長162cm。

## 人物・来歴
広島県広島市中区出身。広島市立幟町中学校を経て、広島第一女子商業高等学校（現・広島桜が丘高等学校）中退。1992年春に堀越高等学校卒業。
1988年に「ロッテ CMアイドルはキミだ!」コンテストに矢川可奈子として出場、本選進出。1991年、17歳のとき、中條かな子（なかじょうかなこ）として芸能界デビュー。桜っ子クラブさくら組の創立メンバーでもあった。当時はアーティストハウス・ピラミッドに所属し、主にグラビアアイドルとして活動する一方、学園祭の女王の異名をとった。その後も女優、歌手、ラジオ パーソナリティとして活動したが、1996年、23歳のとき、広島東洋カープの選手であった緒方孝市（当時外野手）と結婚し、翌春限りで芸能界を引退した。
その後、広島を中心にタレント活動を再開。1997年に第1子（長女・緒方佑奈）、1999年に第2子（次女）、2006年に第3子（長男）を出産し、3児の母となる。佑奈は2019年4月1日より声優デビューしている。
趣味の油絵は、2012年3月の第88回白日会展に入選するほどの腕前。
2016年6月頃から「優勝」と名付けたフレンチ・ブルドッグを飼っている。
2017年4月から広島テレビ『テレビ派』毎週火曜日コメンテーターを務める。
2018年3月11日放送のTBS日曜劇場『99.9-刑事専門弁護士- SEASON2』第8話に出演。テレビドラマに出演するのは23年ぶりで、1996年に緒方孝市と結婚してからは初めて。

## 出演番組

### 現在の出演

#### テレビ
- テレビ派 （2017年4月 - 、広島テレビ（HTV）） 火曜コメンテーター　毎週火曜日16:53～17:53
  - 火曜コーナー「いい店ハッケン カナコロさんぽ」（2018年4月10日 - 、月2回）も担当

### 過去の出演
テレビ
- こだわりTV PRE★STAGE（1988年10月11日～1992年10月16日、テレビ朝日）
- ヤンヤンもぎたて族（1990年4月～9月、テレビ東京）
- 桜っ子クラブ（1991年 - 1992年、テレビ朝日）
- ドリフ大爆笑'91（1991年9月10日 フジテレビ）デビュー曲「天使の罠」歌唱
- ザ・ラスベガス（1991年10月～1992年9月、よみうりテレビ・日本テレビ系列）
- 笑っていいとも!（1991年10月～1992年9月、フジテレビ系列） 水曜日
- 一枚の写真（フジテレビ系列）
- OH!LALA（1991年10月～1992年3月、日本テレビ）
- 紳助の人間マンダラ（1992年10月～1996年7月、関西テレビ）
- EX OSAKA（1993年4月～1994年3月、よみうりテレビ・日本テレビ系列）
- 所さんのお騒がせデス（1993年4月～6月、よみうりテレビ・日本テレビ系列）
- 土曜ワイド劇場 / 花吹雪女スリ三姉妹（ABC朝日放送）
  - 第1作 京都、伊万里、嬉野温泉殺し旅（1994年1月22日）
  - 第2作 みちのく絵図の秘密（1995年1月21日）

- パチンコNOWTV（1995年10月～1997年3月、CBC） 2代目アシスタント
- まんまんスペシャル！（1996年4月～12月、TSSテレビ新広島）
- すてきな出逢い いい朝8時（MBS・TBS系列）※結婚直後（1997年）の放送では夫婦でゲスト出演。
- エンジェル キッス！（2000年1月～3月、TSSテレビ新広島）
- アニメ『アストロボーイ・鉄腕アトム』 EPISODE 38：エミリーの願い (2003年12月28日、フジテレビ) 声優として出演（エミリーママ 役）。娘（エミリー）役は雪野五月、夫（エミリーパパ）役は中田譲治。
- 99.9-刑事専門弁護士- SEASON II 第8話（2018年3月11日、TBS）
- おしゃべり唐あげあげ太くん（広島テレビ） - 本人役
  - 緒方かな子 遭遇編（2018年6月18日）
  - 緒方かな子 広島死闘編（幟町中 vs 国泰寺中 ）（2018年7月23日）
  - 緒方親子襲来（2019年5月13日）

- 広島市広報番組『カープ家のひろしま生活』（2019年4月 - 、広島テレビ）加会富 かな子（長女）役

ラジオ
- 金曜夕方 どぉ〜かいの （NHK広島ラジオ、 - 2016年3月18日）
- 緒方かな子のY’s CAFE （2003年10月 - 2008年3月、FM岡山・FM愛媛・FM香川・広島FM）

ラジオ
- STUDIO C2 SQUARE（1991年4月 - 1994年3月、TBSラジオ）- パーソナリティ

## 出演CM
- 長崎伊王島・マツハヤグループ
- 日産自動車
- KIRIN キリンビール
- ダイコク電機
- トーザ外語学院
- LION 「システマ・ハグキプラス」

## CD

### シングル
|     | リリース      | タイトル         | 名義                   | カップリング             | 規格   | レーベル       | 品番       |
| --- | ------------- | ---------------- | ---------------------- | ------------------------ | ------ | -------------- | ---------- |
| 1st | 1991年6月21日 | 天使の罠         | 中條かな子             | IWant!                   | 8cm CD | PONY CANYON    | PCDA-00204 |
| 2nd | 1992年1月21日 | 絆/KIZUNA        | 中條かな子             | ほほえむくらいたそがれて | 8cm CD | PONY CANYON    | PCDA-00272 |
| 3rd | 1992年7月17日 | Weekday Alice    | 中條かな子             | 丘を越えて               | 8cm CD | PONY CANYON    | PCDA-00333 |
| 4th | 1993年6月18日 | ことばをさがして | 中條かな子             | VACANCE A GO GO          | 8cm CD | PONY CANYON    | PCDA-00460 |
|     | 1994年6月22日 | FURIN            | オール巨人・中條かな子 | 僕の名前はモテない君     | 8cm CD | Taurus Records | TADX-7388  |

## タイアップ
| 曲名          | 名義                   | タイアップ先                                       | 備考                      |
| ------------- | ---------------------- | -------------------------------------------------- | ------------------------- |
| 天使の罠      | 中條かな子             | テレビ朝日『桜っ子クラブ』桜組イメージソング       |                           |
| 絆/KIZUNA     | 中條かな子             | ABCテレビ『巨泉の使えない英語』エンディングテーマ  |                           |
| Weekday Alice | 中條かな子             | ルネッサンス長崎伊王島イメージソング               |                           |
| FURIN         | オール巨人・中條かな子 | 関西テレビ『紳助の人間マンダラ』エンディングテーマ | 島田紳助・高原兄 楽曲提供 |

## イベント
- 土砂災害防止広報イベント

## 写真集
すべて「中條かな子」名義。
- Pulin Pulin（1990年11月、TIS/ワニブックス、ISBN 4-8470-2165-7） 撮影：山岸伸
- 天使の休日（1991年7月30日、TIS/ワニブックス、ISBN 978-4847022050） 撮影：井ノ元浩二
- Moon Goddess 月の女神（1993年10月、TIS、ISBN 978-4886180889） 撮影：藪下修

## 絵本
- ぼくのヒーロー（2018年1月 ザメディアジョン、絵：緒方かな子 / 作：緒方佑奈 / 話：西田篤史）ISBN 978-4862505415

## 連載
- 緒方かな子の気ままにトーク（2007年5月 - 、読売新聞ひろしま県民情報、第1水曜日）